# Maryam Yusuf Jamal
Maryam Yusuf Jamal (em árabe: مريم يوسف جمال‎; nascida Zenebech Tola; amárico:  ዘነበቸ፡ ቶላ; Arsi, 16 de setembro de 1984) é uma meio-fundista do Barém, nascida na Etiópia.
Foi a primeira atleta bareinita a conquistar uma medalha em Jogos Olímpicos, um bronze (posteriormente tornou-se de ouro após violações de doping)  durante a prova dos 1500 metros nos Jogos de Londres, em 2012. Nessa prova conquistou um bicampeonato mundial em 2007 e 2009.

## Início e naturalização
Jamal nasceu na zona de Arsi, na região de Oromia da Etiópia, um local famoso devido ao surgimento de grande corredores de longa distância como Haile Gebrselassie, Kenenisa Bekele e Tirunesh Dibaba.
Já competindo no atletismo, ela disputou as qualificatórias para os Jogos Olímpicos de 2004, em Atenas, mas não foi autorizada a representar seu país pela Federação Etíope de Atletismo devido à questões políticas. Em 2004, ela e seu companheiro Mnashu Taye procuraram asilo político em Lausanne, na Suíça, e chegou a pedir cidadania nos Canadá, Turquia e França, até conseguir sua naturalização pelo Barém. Em troca da concessão, foi pedido que ela mudasse seu nome para um de origem árabe para que ela pudesse competir nos Jogos Asiáticos de 2006 em Doha, Catar.
Continuou baseada em Lausanne, onde frequentemente treinava na altitude de St. Moritz acompanhada de Taye, que por conta da naturalização passou a se chamar Tareq Sabt Yaqoob. Jamal e Yaqoob casaram-se em setembro de 2006.

## Carreira pelo Barém
Jamal representou o Barém pela primeira vez no Campeonato Mundial de Atletismo de 2005, mas durante a final dos 1500 metros foi obstruída pela russa Yuliya Chizhenko, resultando em sua desqualificação do segundo lugar na prova. A vencedora desse evento foi outra russa, Tatyana Tomashova, adversária que foi superada por Jamal na Final Mundial de Atletismo da IAAF de 2005. Depois de uma medalha de bronze no Campeonato Mundial Indoor de 2006, venceu Tomashova mais duas vezes em grandes eventos no ano seguinte, levando a vitória para a Ásia nos 1500 m da Copa do Mundo e vencendo a Final do Mundial de Atletismo. Fechando o ano, ela conquistou duas medalhas de ouro nos Jogos Asiáticos de 2006, nos 800 m e 1500 m.
No início de 2007 ela conquistou o primeiro lugar no Cinque Mulini, tradicional competição de cross country e passou a ganhar medalhas individuais e por equipes no Campeonato Asiático de Cross Country. No Campeonato Mundial de Atletismo de 2007, em Osaka, Jamal passou Yelena Soboleva nos últimos 200 metros para vencer os 1500 metros, conquistando a única medalha de ouro para o Barém. Conquistou a terceira vitória consecutiva na Final Mundial de Atletismo da IAAF, terminando à frente de Soboleva (que mais tarde foi desclassificada por trocar amostras de urina para evitar o teste de doping).
Na temporada seguinte competiu no Campeonato Mundial em Pista Coberta de 2008 e disputou a vitória nos 1500 m contra Gelete Burka e Sobeleva. Sobeleva estabeleceu um recorde mundial para a prova, mas foi posteriormente desclassificada pelo doping. Burka foi elevada a medalha de ouro e Jamal a medalha de prata, onde ela estabeleceu um novo recorde asiático de 3:59.79. Apesar do pódio no mundial indoor, não conseguiu o mesmo desempenho na final olímpica ao terminar em quinto os 1500 metros da Olimpíada de Pequim. Outra vitória na Final Mundial de Atletismo fechou o ano de 2008.
Durante o Campeonato Asiático de Cross Country, Jamal competiu no Barém pela primeira vez e com a vitória se tornou a primeira atleta feminina a vencer o evento por duas vezes. No Campeonato Mundial de Cross Country de 2009, terminou em nono lugar geral. Compensando sua derrota olímpica, defendeu o título mundial ao vencer os 1500 m no campeonato de 2009, superando a britânica Lisa Dobriskey na linha de chegada.

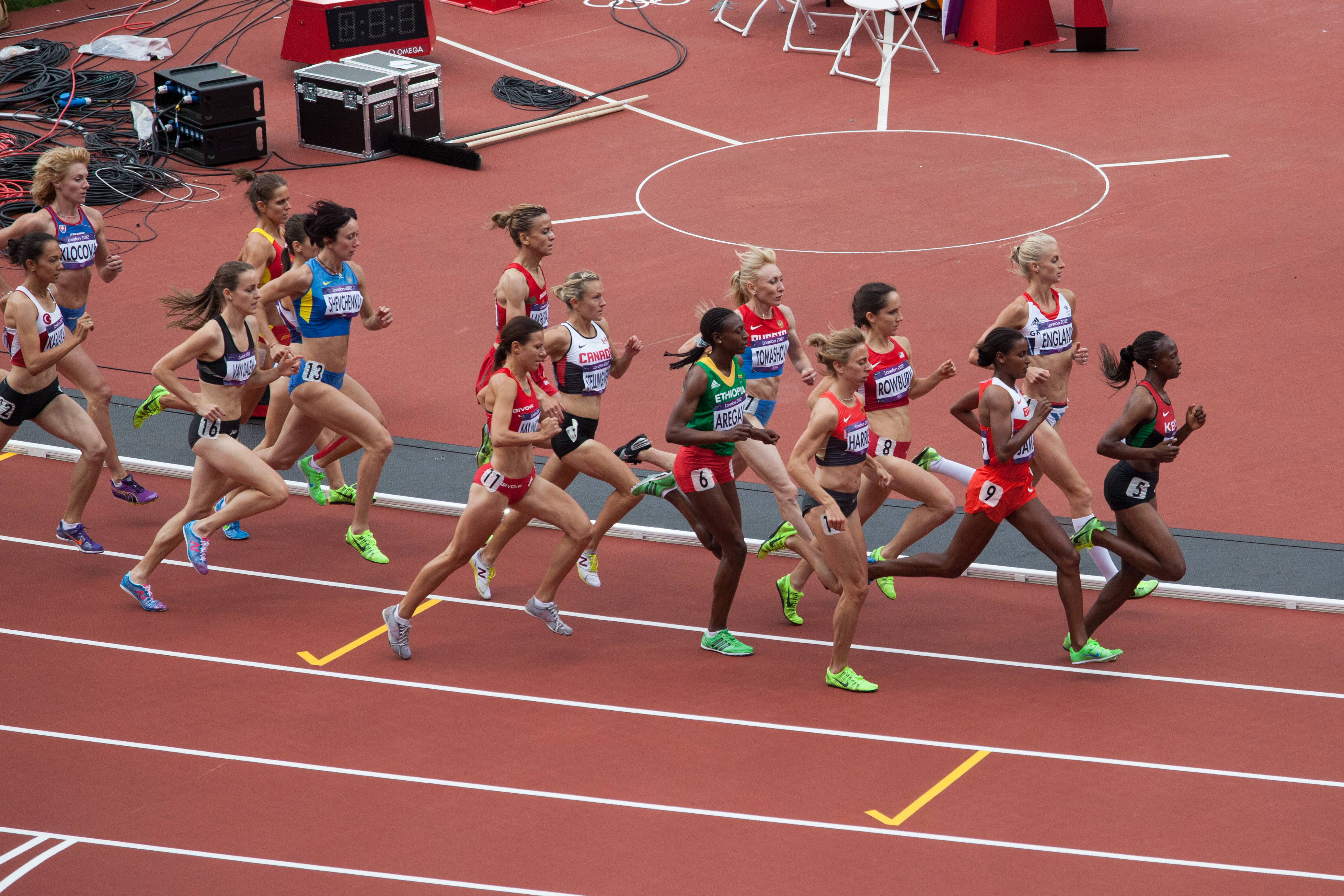
Jamal (segunda no pelotão) durante uma das baterias dos 1500 m em Londres 2012

Em 2010, Jamal competiu na edição inaugural da Liga de Diamante, onde obteve um segundo lugar no meeting de Herculis atrás da etíope Sentayehu Ejigu nos 3000 metros. Mais tarde na temporada, disputou os Jogos Asiáticos em Cantão, onde conseguiu manter seu título nos 1500 m. Abriu a temporada de 2011 com uma vitória no Eurocross em Diekirch, Luxemburgo.

### Ouro olímpico tardio em 2012
Nos Jogos Olímpicos de 2012, em Londres, Jamal terminou em terceiro lugar nos 1500 m com o tempo de 4:10:74, atrás de Aslı Çakır Alptekin e Gamze Bulut, ambas da Turquia. Posteriormente, Alptekin recebeu uma punição de oito anos por violações de doping, consequentemente perdendo a medalha de ouro olímpica em 2015. Pela mesma razão, Bulut também foi posteriormente suspensa e destituída da medalha de prata em março de 2017. Em novembro de 2017, foi confirmada como a medalhista de ouro pelo Comitê Olímpico Internacional, em prova marcada pela desclassificação de outras duas atletas além das turcas.